# Boris Pawlowitsch Kudojarow
Boris Pawlowitsch Kudojarow (russisch Борис Павлович Кудояров; * 1898 in Taschkent; † 1974 in Moskau) war ein sowjetischer Fotograf und Journalist, der vor allem als Kriegskorrespondent bei der Belagerung von Leningrad 1941–1944 bekannt wurde.
Kudojarow diente von 1917 bis 1920 in der Roten Armee und arbeitete anschließend als Amateurfotograf. 1926 wurde er Reporter und Fotograf für Russfoto, später Unionfoto, und ab 1931 Auslandskorrespondent für die Zeitschrift Sojusfoto. Von 1930 bis 1932 war er zudem Mitglied der avantgardistischen Künstlergruppe Oktober. Zu seinen Haupteinflüssen zählten Bilder der Fotografen Boris Ignatowitsch (1899–1976) und Alexander Rodtschenko (1891–1956). Nach dem Zweiten Weltkrieg arbeitete Kudajarow für die russische Nachrichtenagentur ITAR-TASS.